# Papias (Koroplast)

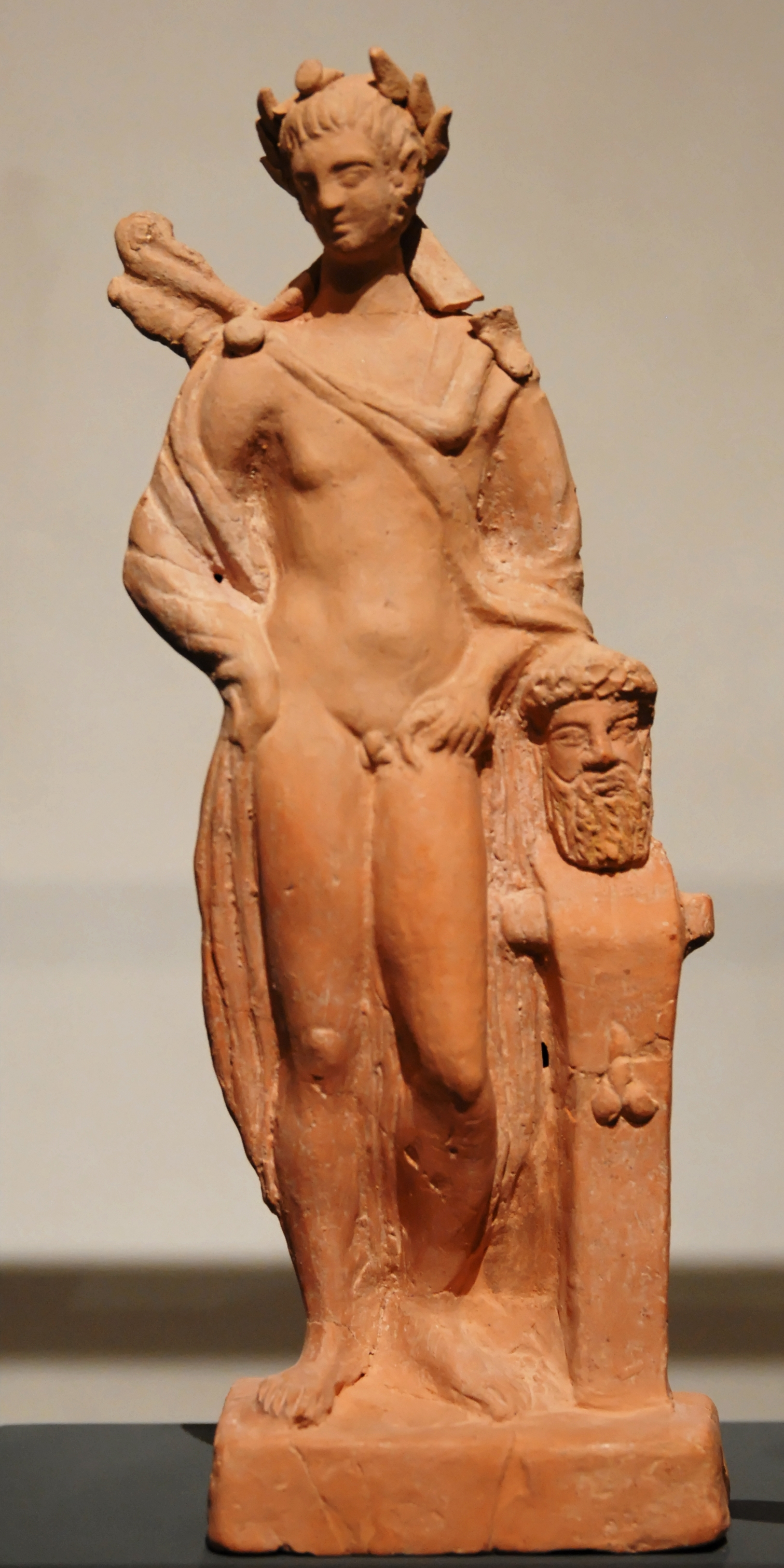
An eine Herme gelehnter Jüngling. Louvre, Paris

Papias (altgriechisch Παπίας) war ein griechischer Koroplast, der in der zweiten Hälfte des 1. Jahrhunderts v. Chr. und in der ersten Hälfte des 1. Jahrhunderts in Myrina in Kleinasien tätig war.
Papias ist von einer Reihe von Tonstatuetten bekannt, die in der Nekropole von Myrina gefunden wurden, er gehört zu den am meisten produzierenden Koroplastikern aus Myrina in der römischen Kaiserzeit. Stilistisch stehen seine Werke denen des Diphilos nahe, weshalb eine zeitweise Tätigkeit des Papias in der Diphilos-Werkstatt vermutet wird. 
Sein Werk zeichnet sich durch die Verschiedenheit der Motive aus, die für die meist seriell hergestellten myrinischen Koroplastiken ungewöhnlich ist. Es sind Figuren einer an eine Säule gelehnten halbbekleideten Aphrodite, der Knidischen Aphrodite, der Leda mit dem Schwan, des Dionysos mit Eros und Panther, einer drapierten Frau und eines an einen Pfeiler gelehnten Jünglings erhalten.